# Julio César Romero
Julio César Romero, mer känd som Romerito, född 28 augusti 1960 i Luque, är en paraguayansk före detta fotbollsspelare. Han är den enda paraguayan som finns med på Pelés lista över de 125 bästa fotbollsspelarna. Han blev utnämnd till Sydamerikas bästa fotbollsspelare 1985.

## Meriter
Paraguay
- Copa América: 1979

 New York Cosmos
- North American Soccer League: 1980, 1982

 Fluminense
- Campeonato Brasileiro Série A: 1984
- Campeonato Carioca: 1984, 1985

 Olimpia
- Torneo República: 1992